# Justicia beddomei
Justicia beddomei är en akantusväxtart som först beskrevs av Cl., och fick sitt nu gällande namn av S.S.R. Bennet. Justicia beddomei ingår i släktet Justicia och familjen akantusväxter. Inga underarter finns listade i Catalogue of Life.